# Tretoserphus nudicauda
Tretoserphus nudicauda is een vliesvleugelig insect uit de familie van de Proctotrupidae. De wetenschappelijke naam van de soort is voor het eerst geldig gepubliceerd in 1981 door Townes.